# Lost Forever // Lost Together
Lost Forever // Lost Together (con frecuencia mencionado como LF//LT, LFLT o simplemente Lost Forever) es el sexto álbum de estudio de la banda de metalcore británica Architects, lanzado mundialmente el 11 de marzo de 2014 a través de la discográfica Epitaph Records, exceptuando en Australia que fue lanzado por la discográfica UNFD y en Canadá, que fue lanzado a través de New Damage.
Es el primer álbum de la banda sin el guitarrista rítmico original de la banda, Tim Hillier-Brook, que dejó la banda poco después del lanzamiento de Daybreaker.

## Grabación
El álbum fue grabado en el Estudio Fredman en Suecia, debido a la admiración que sentían los miembros de la banda por el trabajo de Henrik Udd y Fredrik Nordström en la producción con bandas como Bring Me The Horizon, In Flames o At The Gates.
Las primeras ideas sobre el álbum surgieron en el verano de 2013, en un tour con Callejon y August Burns Red, cuando estaban tocando un show en Gotemburgo, Suecia. Durante ese concierto, Henrik Udd se acercó a los miembros de la banda para ofrecerles su estudio para la grabación del disco. 
La grabación del disco comenzó a finales de ese mismo año en el Estudio Fredman de Suecia, empezando por la batería, después la guitarra y el bajo y finalmente la voz. Además, también decidieron meter instrumentos de cuerda clásicos, así como violines o violas, en vez de generarlos por ordenador para dar un toque de autenticidad al sonido de los instrumentos en el álbum. Para enero de 2014, el álbum ya estaba completamente mezclado y masterizado, y el vocalista Sam Carter expresó que no se sentía tan emocionado por el lanzamiento de un álbum desde Hollow Crown.

## Letras y estilo
El estilo de la banda cambió a un metalcore con menos influencias técnicas que los álbumes anteriores, adoptando un estilo menos agresivo pero si más pesado que todos sus predecesores. Este cambio de estilo fue realizado con la intención de poner fin al desastre que resultó el álbum The Here And Now, el cual la banda no disfrutaba tocando en vivo ninguna de sus canciones y que alejó a muchos fanes de la banda por la suavidad del álbum con sus tres predecesores.
Las letras fueron conjuntamente escritas por el guitarrista Tom Searle y por el vocalista Sam Carter, los cuales decidieron hablar de temas políticos como en Daybreaker, pero en un contexto distinto para que, según ellos, no se le hiciera monótono a los fanes, recurriendo a temas como el fanatismo religioso, el accidente de Chernóbil o el ecologismo, además de las experiencias personales del guitarrista Tom Searle con el cáncer de su pierna, el cual lo acabó llevando a la muerte la medianoche del 20 de agosto de 2016.

## Lista de canciones
| Lost Forever //Lost Together |                                |          |  |
| N.º                          | Título                         | Duración |  |
| 1.                           | «Gravedigger»                  | 4:05     |  |
| 2.                           | «Naysayer»                     | 3:25     |  |
| 3.                           | «Broken Cross»                 | 3:52     |  |
| 4.                           | «The Devil Is Near»            | 3:35     |  |
| 5.                           | «Dead Man Talking»             | 4:04     |  |
| 6.                           | «Red Hypergiant»               | 2:09     |  |
| 7.                           | «C.A.N.C.E.R»                  | 4:17     |  |
| 8.                           | «Colony Collapse»              | 4:31     |  |
| 9.                           | «Castles In The Air»           | 3:42     |  |
| 10.                          | «Youth Is Wasted On The Young» | 4:09     |  |
| 11.                          | «The Distant Blue»             | 5:12     |  |
| 43:01                        |                                |          |  |

| Edición deluxe de Australia CD/DVD |                       |          |  |
| N.º                                | Título                | Duración |  |
| 12.                                | «The Shadow Of Doubt» | 2:06     |  |
| 13.                                | «Untitled II»         | 1:51     |  |
| 47:10                              |                       |          |  |

## Personal
Architects
- Sam Carter - voz
- Tom Searle - guitarra
- Alex "Ali" Dean- bajo
- Dan Searle - batería

Personal del Estudio Fredman
- Henrik Udd - producción, masterizado, mezclado
- Fredrik Nordström - producción adicional

Músicos adicionales
- Murray Macleod (The Xcerts) - voz en "Youth Is Wasted On The Young"
- Randy Slaugh - producción de la cuerda
- Las sesiones de los instrumentos de cuerda mezcladas por Ken Dudley en Estudios Cottonwood
- Jenn Allen, Emily Rust, Ariel Loveland – violín
- Mark Shipley, Julie Slaugh, Kelsey Georgeson – viola
- Elizabeth Clarke, Michael Rollins - chelo